# Alexandre Tassel
Pour les articles homonymes, voir Tassel.
 (avril 2016).
Si vous disposez d'ouvrages ou d'articles de référence ou si vous connaissez des sites web de qualité traitant du thème abordé ici, merci de compléter l'article en donnant les références utiles à sa vérifiabilité et en les liant à la section « Notes et références ».
 (octobre 2023).
La mise en forme du texte ne suit pas les recommandations de Wikipédia : il faut le « wikifier ».
Les points d'amélioration suivants sont les cas les plus fréquents :
- Les titres sont pré-formatés par le logiciel. Ils ne sont ni en capitales, ni en gras.
- Le texte ne doit pas être écrit en capitales (les noms de famille non plus), ni en gras, ni en italique, ni en « petit »…
- Le gras n'est utilisé que pour surligner le titre de l'article dans l'introduction, une seule fois.
- L'italique est rarement utilisé : mots en langue étrangère, titres d'œuvres, noms de bateaux, etc.
- Les citations ne sont pas en italique mais en corps de texte normal. Elles sont entourées par des guillemets français : « et ».
- Les listes à puces sont à éviter, des paragraphes rédigés étant largement préférés. Les tableaux sont à réserver à la présentation de données structurées (résultats, etc.).
- Les appels de note de bas de page (petits chiffres en exposant, introduits par l'outil «  Source ») sont à placer entre la fin de phrase et le point final[comme ça].
- Les liens internes (vers d'autres articles de Wikipédia) sont à choisir avec parcimonie. Créez des liens vers des articles approfondissant le sujet. Les termes génériques sans rapport avec le sujet sont à éviter, ainsi que les répétitions de liens vers un même terme.
- Les liens externes sont à placer uniquement dans une section « Liens externes », à la fin de l'article. Ces liens sont à choisir avec parcimonie suivant les règles définies. Si un lien sert de source à l'article, son insertion dans le texte est à faire par les notes de bas de page.
- La présentation des références doit suivre les conventions bibliographiques. Il est recommandé d'utiliser les modèles {{Ouvrage}}, {{Chapitre}}, {{Article}}, {{Lien web}} et/ou {{Bibliographie}}. Le mode d'édition visuel peut mettre en forme automatiquement les références.
- Insérer une infobox (cadre d'informations à droite) n'est pas obligatoire pour parachever la mise en page.

Pour une aide détaillée, merci de consulter Aide:Wikification.
Si vous pensez que ces points ont été résolus, vous pouvez retirer ce bandeau et améliorer la mise en forme d'un autre article.
 (septembre 2007).
Alexandre Tassel, né à Angers le 26 mars 1975, est un trompettiste et compositeur de jazz français.

## Biographie
Il vit en Bretagne jusqu'à l'âge de 18 ans où il prend des cours de piano avec Marie Barrau, élève de Marguerite Long. À 18 ans, il se tourne vers la trompette et le jazz, il intègre la classe de Jazz du conservatoire de Rouen, y fait ses débuts tout en fréquentant de plus en plus les clubs de Jazz de la Capitale.
À 21 ans, il s'installe définitivement à Paris où il crée les « Nuits Blanches » dans le club « le Petit Opportun » qui ferme plus tard ses portes.
À 23 ans, il publie son premier disque avec Baptiste Trotignon, Vincent Artaud, François Ricard et Olivier Temime 49 minutes d'arrêt, sélectionné par Jazz Magazine comme l'un des meilleurs disques de l'année 1998[réf. nécessaire].
À 24 ans, il produit un nouvel opus "Booker" enregistré live au festival de Jazz de Marciac et tourne avec Tonton Salut Jazz Futures aux côtés de Baptiste Trotignon ou Franck Avitabile et Olivier Temime.
En 2000, il monte et dirige avec Guillaume Naturel le « Paris Jazz Quintet » constitué de Franck Avitabile au piano, Gildas Scouarnec à la contrebasse et André Ceccarelli à la batterie. Ils enregistrent pour le label Suisse TCB un album introducing. 2000 est également l'année où il rencontre DJ Cam avec lequel il entame une tournée mondiale puis pour qui il réunit une équipe de musiciens qui ne le quittera plus par la suite. Ils enregistrent l'album Soulshine pour Columbia sur lequel ils jouent aux côtés de Cameo, Guru, Anggun, Donnie.
Il tourne pendant deux ans aux côtés de Laurent de Wilde dans son groupe ÉlectroJazz "Time for Change", y rencontre Stéphane Huchard et Minino Garay avec qui il travaillera de manière régulière ensuite, il rencontre également Disiz, JmdeeBeat avec qui il commence aussi à jouer et enregistrer. Dj cam produit le premier album du duo Alexandre Tassel et Guillaume Naturel « Fillet of soul by Tassel&Naturel ». Alexandre tourne beaucoup comme sideman et il est appelé en 2003 par Manu Katché avec qui il tourne dans le monde depuis au sein de son groupe MKTendances. Manu Katché est depuis présent aux côtés d'Alexandre sur deux albums Fillet of soul opus 2 2003 et Food For Thought sorti en 2007.
Alexandre collabore aussi à de nombreux projets musicaux très divers Sanseverino, Disiz la peste, Stéphane Huchard, Michel Bénita, Dj Cam, Laurent de Wilde, Peeda, Abd Al Malik, Pierrick Pedron, Olivier Temime, Bouncer Crew et compose de la musique pour la télévision.Il est également très présent sur les compilations Jazz lounge dont St Germain des Prés Café (Wagram), Rendez vous Lounge, Return to Paradise (Sony Bmg).
En 2007, il sort l'album « de producteurs » Tassel&Naturel Food for Thought avec Manu Katché, Marcus Miller, Guru, Dj cam, Dj Grazzhoppa, Song, Eztriga, Eric Legnini, Franck Avitabile, Daniel Romeo, Laurent Vernerey, Julien Charlet, Laurent de Wilde, Philippe Bussonet... la réunion de beaucoup de rencontres enrichissantes des années précédentes.
En 2008, il sort l'album Movements avec Manu Katché, Laurent de Wilde, Eric Legnini, Daniel Romeo, Guillaume Naturel, Dj Grazzhoppa, Christian Brun, Julien Charlet, Robin Notte, Yvonnick Prene.

## Discographie
1996 : Sébasien Souchois "Quintessence"
1997 : Mourad Benhammou
1998 : Alexandre Tassel "49 minutes d'arrêt"
1999 : Alexandre Tassel "Booker"
2000 : Paris Jazz Quintet TCB music
2001 : Cam Soulshine (Columbia/Sony)
2002 : Cam "the Audiobiography" Inflamable Records
2002 : Shaun Escoffery (UK) Columbia
2003 : Tassel&Naturel "Fillet of Soul" Inflamable records
2003 : St Germain des prés Café 3&4 (Wagram)
2003 : Hôtel Costes 5
2004 : St Germain des prés café vol 5 (Wagram)
2004 : Seringe M'Baye "Itinéraire d'un enfant bronzé" (Barclay/Universal)
2004 : Tassel&Naturel Fillet of Soul Opus 2 (Seven Islands/Nocturne)
2005 : St Germain des Prés Café vol 6
2005 : Dj Cam "My playlist" (Wagram)
2005 : Return to Paradise (Sony/Bmg)greece
2005 : After Sunset Grooves (Moda)italy
2005 : Sanseverino "on aime on aide" Fnac
2006 : Stéphane Huchard "Bouchabouches" (Nocturne)
2006 : Jean Pierre Gallis "The Song Seeker" (Nocturne)
2006 : Disiz La Peste "Histoires extraordinaires d'un jeune de banlieue" (Barclay/Universal)
2006 : Rendez Vous Lounge 2 (rendez vous entertainment) Usa
2006 : Wise "Metrophone" (Such/Naive)
2006 : Tassel&Naturel selected by Dj Reg "Diamond suite" (Seven Islands records/Nocturne)
2006 : Alexandre Tassel/ Christian Brun "Nostomania" (Seven Islands/Nocturne)
2006 : St Germain des Prés Café vol 8 (Wagram)
2006 : Manu Katché "Grévin" by Manu Katché
2007 : Tassel&Naturel "Food for thought" (Seven Islands/Nocturne)
2007 : Bouncer Crew (Inflamable/Nocturne)
2007 : Peeda "" (Barclay/universal)
2008 : Movements (Naïve)
2009 : Heads or Tails (Naïve)
2012 : The first element : The Sea ( Naïve)
2012 : 9 in common : Abstracty Reality (Seamless recording)
2015 : Serenity (Moods Recording)
2017 : Igor Gehenot "Delta" (Igloo records)